# Чэмпион, Малькольм
Малькольм Идай Чэмпион (англ. Malcolm Eadie Champion; ) — новозеландский пловец, олимпийский чемпион; первый олимпийский чемпион в истории Новой Зеландии.

## Биография
Его отцом был капитан Вильям Нхил Чэмпион, торговавший на своём судне по всему Тихому океану; мать Сара Клара Кинтал была родом с острова Норфолк и принадлежала к потомкам мятежников с судна «Баунти», переселённых сюда с острова Питкэрн.
Стал отличным пловцом, и с 1901 по 1914 годы завоевал 32 новозеландских титула; однако в конце 1902 года был исключён из Национальной ассоциации плавания за неуплату регистрационного взноса, и вернулся к участию в официальных спортивных мероприятиях лишь с летнего сезона 1907—1908 годов. В 1911 году он принял участие в Фестивале Империи в Лондоне, посвящённом коронации Георга V.
В 1912 году клубу, за который он выступал, пришлось занять денег, чтобы отправить Малькольма Чэмпиона на Олимпийские игры в Стокгольме (на этих играх Австралия и Новая Зеландия выступали объединённой командой — командой Австралазии). Там он стал чемпионом в эстафете 4×200 м вольным стилем.